# Macrodipteryx
Macrodipteryx là một chi chim trong họ Caprimulgidae.

## Danh sách loài
- Macrodipteryx longipennis (Shaw, 1796)
- Macrodipteryx vexillarius (Gould, 1838)